# Gugelmühle (Röckingen)
Gugelmühle ist ein Gemeindeteil der Gemeinde Röckingen im Landkreis Ansbach (Mittelfranken, Bayern). Gugelmühle liegt in der Gemarkung Röckingen.

## Geographie
Die Einöde liegt an der Wörnitz. Der Ort ist unmittelbar Acker- und Grünland umgeben. Im Westen wird die Flur Eichach genannt, im Osten Au und Forstwiesen. 1 km nördlich erhebt sich der Hohnbuck. Im Süden jenseits der Wörnitz liegt die Forst Dornstadt-Linkersbaindt. In der bewaldeten Anhöhe erheben sich der Dürrenbuck (495 m ü. NHN) und der Hirschenbuck (489 m ü. NHN). Ein Anliegerweg führt zur Staatsstraße 2218 (0,2 km nördlich), die nach Wassertrüdingen (2,7 km östlich) bzw. nach Gerolfingen verläuft (4 km nordwestlich).

## Geschichte
Gugelmühle lag im Fraischbezirk des ansbachischen Oberamtes Wassertrüdingen. Gegen Ende des 18. Jahrhunderts gab es eine Untertansfamilie. Grundherr war das Kastenamt Wassertrüdingen. Von 1797 bis 1808 unterstand der Ort dem Justiz- und Kammeramt Wassertrüdingen.
Infolge des Gemeindeedikts wurde Gugelmühle dem 1809 gebildeten Steuerdistrikt und der Ruralgemeinde Röckingen zugewiesen.

### Baudenkmal
- Haus Nr. 1: Ehemalige Mühle mit Vierseithof, zweigeschossiger massiver Bau mit Halbwalmdach, 18. Jahrhundert; Wirtschaftsgebäude, massive Satteldachbauten, 18./19. Jahrhundert; Schweinestall, massives Gebäude mit Krüppelwalm, 1831.[10]

### Einwohnerentwicklung
| Jahr      | 001818 | 001840 | 001861 | 001871 | 001885 | 001900 | 001925 | 001950 | 001961 | 001970 | 001987 |
| Einwohner | 5      | 15     | 13     | 12     | 11     | 10     | 16     | 15     | 10     | 6      | 8      |
| Häuser    | 1      | 1      |        |        | 1      | 1      | 1      | 1      | 1      |        | 1      |
| Quelle    | [ 12 ] | [ 13 ] | [ 14 ] | [ 15 ] | [ 16 ] | [ 17 ] | [ 18 ] | [ 19 ] | [ 20 ] | [ 21 ] | [ 1 ]  |

## Religion
Der Ort ist evangelisch-lutherisch geprägt und bis heute nach St. Laurentius (Röckingen) gepfarrt. Die Einwohner römisch-katholischer Konfession sind nach Heilig Geist (Wassertrüdingen) gepfarrt.